# Dino Basaldella
Dino Basaldella (Udine, 1909 – Udine, 1977) è stato uno scultore italiano.
Fratello degli artisti Afro e Mirko, Dino fu uno scultore dalla formazione complessa.
Alcune delle sue principali opere costituiscono, assieme a quelle dei fratelli, a una delle raccolte più significative del Museo di arte moderna e contemporanea di Udine. Autore delle due magnifiche opere marmoree poste nel 1942 di fronte all’ingresso per le Autorità del Palazzo dell'Ente EUR, in viale della Civiltà del Lavoro a Roma, “Chimera che lotta con il Minotauro” e “Chimera che lotta con il Centauro”.

## Biografia
Dino Basaldella esordì nel 1928 a Udine con i fratelli presentando alcune opere all'esposizione della Scuola friulana d'avanguardia, gruppo di giovani artisti in polemica con la retriva cultura ufficiale udinese dell'epoca.
Dopo un soggiorno a Roma nel 1930, si recò a Monza per frequentare lo studio di Arturo Martini che lo indirizzò ad una ricerca formale di matrice arcaizzante già avviata durante il periodo di permanenza romana e che si protrarrà nella produzione dell'artista fino agli anni cinquanta.
Successivamente lo scultore approdò ad un linguaggio espressivo fortemente connotato in senso primitivistico e "barbarico" e caratterizzato dall'uso del ferro. Materiali ferrosi di scarto vengono recuperati e inseriti in un contesto che attribuisce loro una valenza estetica altrimenti negata, in sculture di evidente impianto totemico.
Dal 1970 fino alla morte insegnò scultura all'Accademia di Udine.